# Dąbrówka-Marianka
Dąbrówka-Marianka est une localité polonaise de la gmina et du powiat de Zgierz en voïvodie de Łódź.